# Ярунський район
Я́рунський райо́н (до 1925 року — Пищівський район) — адміністративно-територіальна одиниця УРСР, що існувала з 1923 по 1958 роки в складі Волинської округи, УСРР, Київської та Житомирської областей. Районний центр — село Ярунь.

## Демографія
Станом на 1923 рік, кількість населення району складала 34 161 особу.
Відповідно до результатів перепису населення 1926 року, в районі проживало 36 076 осіб, з них (кількість та у відсотках до загальної кількости): українці — 30 610 (84,8), поляки — 2 371 (6,6), німці — 1 887 (5,2), євреї — 786 (2,2), росіяни — 240 (0,7), чехи — 0,2 %, білоруси — 0,1 %.
Район було включено до переліку районів, з котрих, відповідно до постанови Ради народних комісарів «Про переселення соціально-небезпечного елемент із прикордонних округів УРСР» від 13 листопада 1929 року, планувалось переселення з 22-кілометрової прикордонної зони незгодних з політикою радянської влади осіб.
Під час Голодомору 1932—33 років весь район було охоплено голодом, померла 2 871 особа.
Відповідно до постанови ЦК КП(Б)У «Про переселення з прикордонної смуги 8 330 господарств в зв'язку з оборонними міркуваннями та про переселення в прикордонні райони 4 000 кращих колгоспників Київської та Чернігівської обл.» від 23 січня 1935 року, у лютому—березні цього ж року було виселено 250 господарств, 1211 осіб та приселено 101 господарство. Відповідно до постанови ЦК КП(Б)У від 9 квітня 1936 року, у травні—червні того року до Казахстану було виселено 553 господарства: 335 — поляків та 218 — німецьких.
Протягом 1933-36 років насильницькій депортації з місць постійного проживання були піддані 2 649 жителів району.
Станом на кінець 1936 року, кількість населення району налічувала 32 697 осіб.
Відповідно до плану відселення хуторів, в районі мали переселити до сіл 1624 селянських домогосподарства. До 1939 року було переселено 565 хутірських господарств.
За даними перепису населення СРСР 1939 року кількість населення району становила 33 903 особи, з них українців — 31 509, росіян — 1 186, німців — 95, євреїв — 656, поляків — 255, інших — 202.

## Історія та адміністративний устрій
Район було утворено 7 березня 1923 року як Пищівський, у складі Житомирської округи Волинської губернії УСРР, з адміністративним центром у с. Пищів, з Боголюбівської, Велико-Горбашівської, Велико-Деражненської, Велико-Молодьківської, Гурської, Дідовицької, Дубровської, Жолобненської, Закриницької, Корецько-Хутірської, Коритищенської, Косенівської, Красилівської, Курманської, Мокренської, Пищівської, Пилиповицької, Повчинської, Тожирської, Токарівської, Юрківщинської та Ярунської сільських рад колишніх Пищівської та Жолобенської волостей Новоград-Волинського повіту Волинської губернії. Корецько-Хутірська сільська рада, з центром в хуторі Корецькі Хутори, була внесена до попереднього списку в січні 1923 року, але фактично не існувала через розміщення на території, що увійшла до тодішньої Польщі.
До складу району було включено 65 населених пунктів загальною площею територій 621,6 кв. верст, з них: 31 село, 16 колоній, 10 сілець, 6 хуторів та 2 урочища. У 1926 році кількість населених пунктів була близькою до 100.
23 вересня 1925 року, відповідно до постанов ВУЦВК та РНК УРСР, адміністративний центр району було перенесено до села Ярунь з відповідним перейменуванням району на Ярунський. 28 вересня 1925 року було передано до складу Новоград-Волинського району Боголюбівську сільську раду та включено до складу району Суховольську сільську раду Городницького району.
В складі району утворено: 24 серпня 1923 року — Анетівську сільську раду, 28 вересня 1925 року — Малогорбашівську сільську раду, 27 жовтня 1926 року — Крайнєдеражнянську, Грудську та Шитнянську сільські ради, 18 грудня 1928 року — Стовпівську сільську раду.
2 вересня 1930 року, постановами ВУЦВК та РНК УРСР, було скасовано поділ УРСР на округи, через що, від 15 вересня 1930 року, Ярунський район, як і решта окремих адміністративних одиниць, перейшов у безпосереднє підпорядкування до республіканського центру. 9 лютого 1932 року, відповідно до постанови IV позачергової сесії ВУЦВК XII скликання «Про утворення обласних виконавчих комітетів на території УСРР», було утворено 5 областей, в тому числі Київську, до складу котрої включено Ярунський район. 4 травня 1935 року, постановою ЦВК УСРР «Про утворення округів на території Київської і Вінницької областей», район було включено до складу новоутвореного Новоград-Волинського округу.
З 22 вересня 1937 року, відповідно до постанови ЦВК СРСР «Про поділ Харківської області на Харківську і Полтавську, Київської — на Київську і Житомирську, Вінницької — на Вінницьку і Кам'янець-Подільську та Одеської — на Одеську і Миколаївську області», утворені 1935-36 років округи було ліквідовано, район став частиною новоутвореної Житомирської області.
В 1941-43 роках територія району входила до складу гебітскомісаріату Звягель Генеральної округи Житомир. Були утворені Будищанська, Вереснянська, Городищенська, Дуплинська, Жеребилівська, Забарська, Кам'яно-Суховольська, Кам'яно-Токарівська, Кошелівська, Колоніє-Красилівська, Кудиновицька, Маломолодьківська, Мужилівська та Хижівська сільські управи.
Станом на 1 вересня 1946 року площа території району складала 700 км²; до складу району входили 27 сільських рад (Анетівська, Борисівська, Велико-Горбашівська, Велико-Деражнянська, Велико-Молодьківська, Грудська, Гурківська, Дідовицька, Дубровська, Жолобненська, Закриницька, Коритищанська, Косенівська, Крайньо-Деражнянська, Красилівська, Малогорбашівська, Мокренська, Пилиповицька, Піщівська, Повчинська, Середньо-Деражнянська, Стовпівська, Суховольська, Тернівська, Токарівська, Юрківщинська та Ярунська), в підпорядкуванні котрих перебував 50 населених пунктів: 42 села, 1 селище та 7 хуторів.
12 квітня 1948 року в складі району було утворено Хижівську сільську раду. 11 серпня 1954 року, в ході укрупнення сільських рад, були ліквідовані Анетівська, Борисівська, Великодеражнянська, Грудська, Дубровська, Коритищенська, Крайнєдеражнянська, Малогорбашівська, Стовпівська та Юрківщинська сільські ради. 28 листопада 1957 року до складу району були приєднані Курчицька, Лучицька та Малоцвілянська сільські ради розформованого Городницького району.
Відповідно до указу Президії Верховної ради УРСР від 4 червня 1958 року «Про утворення Новоград-Волинського району Житомирської області», район було розформовано, вся територія увійшла до складу відновленого Новоград-Волинського району.

## Господарка
На час утворення району площа добрих земель становила 61 645,55 десятин, з них: рілля — 31 618, 38 дес., під лісом — 16 319, 81 дес., сінокоси — 8 901,7 дес., присадибні ділянки — 2 955,8 дес. Решта землі — 1 850,86 дес.
Район мав винокурню в Яруні, 2 тартаки — у Красилівці та Кам'янці, фарфоровий завод у Городищі, на котрому працювали 228 осіб. У Жолобному та Пищеві були пивні лавки. Поштово-телеграфна станція розміщувалась у Пищеві.
До заможної групи селян у 1927 році в районі відносили:
- господарства з 1-2 особами, що мали 6 та більше десятин землі, коня або 2-х волів та не менше 2-х одиниць великої рогатої худоби (ВРХ);
- господарства з 3-4 їдцями, що мали 8 дес. землі та більше, 2 одиниці ВРХ;
- господарства з 4 їдцями, 8-ма дес. землі (додаючи на особу 1 дес. якщо їх більше 4), 2 одиниці ВРХ.

Ставка податку з бідняцького господарства складала 22 копійки, з куркульського — 15 рублів 42 коп. У 1929—30 роках кожен «куркуль» району повинен був здати державі 120 пудів збіжжя, понад 4 пуди м'яса, близько 20 руб. податку, 10 руб. самообкладу, 10 руб. паїв та сплатити за облігації. Внаслідок перекладення обов'язку збирання податків на сільські ради, селяни неохоче обирались депутатами, відмовлялись працювати в складі сільських рад.
ЦК КП(б)У повідомляв про численні виступи в районі проти проведення колективізації.

## Соціальна сфера
Станом на 1923 рік в районі налічувалось 15 церков (Великий Молодьків, Гурки, Дідовичі, Жолобне, Красилівка, Косенів, Повчини, Середня Деражня, Курмань, Мокре, Пилиповичі Звягельські, Тожир, Токарів, Юрківщина та Ярунь), дві лікарські амбулаторії (Пищів та Жолобне), два фельдшерські пункти (Ярунь та Токарів) та два ветеринарні фельдшерські пункти (Багатий та Жолобне).
У 1926 році було ухвалене рішення про забезпечення району лікарським персоналом для створення місцевої лікарні.